# Фаренюк Павло Миколайович
Павло́ Микола́йович Фареню́к (24 листопада 1938, с. Мушкарів, Борщівський район, Тернопільська область) — радянський і український кінорежисер-документаліст, сценарист. Заслужений діяч мистецтв України, лауреат Державної премії України імені Олександра Довженка (2009).

## Біографія
1973 року закінчив Київський державний інститут театрального мистецтва ім. І. Карпенка-Карого.
На студії «Укркінохроніка» створив фільми:
- «В літо 800-те» (1986)
- «Полотняні письмена» (1986, співавтор сценарію)
- «Над берегами вічної ріки» (1987)
- «Ой, у полі древо...» (1988)
- «Ой горе, це ж гості до мене» (1989, співавтор сценарію з О. Ковалем і Ф. Зубаничем) — фільм-портрет жінки, яка пережила Голодомор 1933 року[1]
- «Я є народ»/ рос. Я есть народ (1990)
- «Світ Параски Горицвіт [Архівовано 17 серпня 2017 у Wayback Machine.]» (1992, автор сценарію) — про долю української художниці та письменниці П.С. Плитки-Горицвіт
- «Мої святі тайни» (1994)
- «Починаючи з минулого (За що боролася УПА)» (1996, автор сценарію)
- «До отчого порогу» (1997, автор сценарію)
- «Слідами скошених кроків» (1998)
- «Правди дорога терниста» (2001) — про  українського політика В'ячеслава Чорновола[2]
- «Чому білий птах з чорною ознакою?» (2006, автор сценарію)[3]
- «Голод» (2007)
- Документальний цикл «Долі»: «Марія Власівна Балас» (2008)
- «І знову я лечу до сонця» (2012) та ін.

Член Національної спілки кінематографістів України.

## Державні нагороди
- Заслужений діяч мистецтв України
- Державна премія України імені Олександра Довженка 2009 року — за видатний внесок у розвиток українського кіномистецтва[4]